# لورا ماين
لورا ماين (بالإنجليزية: Laura Main)‏ هي ممثلة بريطانية، ولدت في 8 مارس 1981 في أبردين في المملكة المتحدة.

## وصلات خارجية
- لورا ماين على موقع IMDb (الإنجليزية)
- لورا ماين على موقع ميوزك برينز (الإنجليزية)
- لورا ماين على موقع قاعدة بيانات الفيلم (الإنجليزية)